# Paxton (énekesnő)
Paxton (teljes neve: Paxton Filies), (Fokváros, Dél-afrikai Köztársaság, 2000. szeptember 17. – ) dél-afrikai popénekesnő.

| Paxton (énekesnő)                         | Paxton (énekesnő)                         |
| Kattints az alábbi külső linkek egyikére! | Kattints az alábbi külső linkek egyikére! |
| ----------------------------------------- | ----------------------------------------- |
| Nem található szabad kép.(?)              |                                           |
| külső link · jogvédett                    | Paxton Filies                             |

## Pályakép
Paxton ismertté vált, mint a Dél-Afrika Idolja 13. évadának győztese. Minden idők legfiatalabb nyertese volt, aki elnyerte ezt a címet. Videója „Demonstrate” címen lett ismert.
Ragaszkodott ahhoz, hogy a később győztesnek bizonyult album a saját szerzeménye is legyen, társszerzőként részt vehessen az alkotási folyamatban. Körülvette magát a legjobb zenészek szűk csapatával, akik a lemezpiacra is eljuttatták. 2018-ban uralta a dél-afrikai terepet. Győztes dala tarolt a rádió- és streaming oldalakon is. Ugyanabban az évben a Szentpétervári Fehér Éjszakák fesztiválra is meghívták.

## Lemezek
- This Is Me – 2018

## Díjak
- Idols SA Season 13 (Dél-afrika Idolja a 13. szezonban) [1]

## Közéleti aktivitás
2018 áprilisában a World’s Children’s Prize alapítvány szervezésében fellépett Svédországban, ezzel bekapcsolódva abba a tevékenységbe, melynek célja világszerte felhívni figyelmet a gyermekek jogaira. Kilencedmagával a „You Me equal Rights” világméretű gyermekjogi kezdeményezés nagykövetei közé is beválasztották. Már ilyen minőségében tért vissza Svédországba 2019-ben is.